# To Venus and Back
To Venus and Back (Către Venus și Înapoi) este un album pe două CD-uri lansat de cântăreața Tori Amos în 1999.

## Piese

### Discul 1 –Venus: Orbiting
1. "Bliss" – 3:42
2. "Juarez" – 3:48
3. "Concertina" – 3:56
4. "Glory of the '80s" – 4:03
5. "Lust" – 3:54
6. "Suede" – 4:58
7. "Josephine" – 2:30
8. "Riot Poof" – 3:28
9. "Datura" – 8:25
10. "Spring Haze" – 4:44
11. "1000 Oceans" – 4:19

### Discul 2 –Venus Live: Still Orbiting
1. "Precious Things"
2. "Cruel"
3. "Cornflake Girl"
4. "Bells for Her"
5. "Girl"
6. "Cooling"
7. "Mr. Zebra"
8. "Cloud on my Tongue"
9. "Sugar"
10. "Little Earthquakes"
11. "Space Dog"
12. "Waitress"
13. "Purple People"